# Hadżi Pirlu
Hadżi Pirlu (perski: حاجي پيرلو) – wieś w Iranie, w ostanie Azerbejdżan Zachodni. W 2006 roku  liczyła 127 mieszkańców w 38 rodzinach.